# Johanna (Blois)

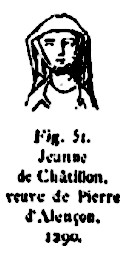

Johanna von Châtillon (Jeanne de Châtillon) (* 1258; † 1292) war Gräfin von Blois, Chartres und Dunois, Herrin von Guise. Sie war die Tochter des Johann von Châtillon, Graf von Blois, Chartres und Dunois, Herr von Guise, und der Alix von Bretagne.
Sie heiratete 1272 Peter von Frankreich (1251 † 1284), Graf von Alençon, einen Sohn des französischen Königs Ludwig IX. der Heilige und der Margarete von Provence. Sie hatten zwei Söhne, die beide nicht lange lebten:
- Louis (* 1276, † 1277)
- Philippe (* 1278, † 1279)

Nach dem Tod Peters heiratete sie nicht erneut und verkaufte 1286 Chartres an König Philipp IV. Blois und Guise erbten Verwandte aus dem Haus Châtillon.

## Einzelnachweis
1. ↑  Chronicon Girardi de Fracheto et anonyma ejusdem operis continuation, in: Recueil des Historiens des Gaules et de la France 21 (1840), S. 10

| Vorgänger | Amt                                          | Nachfolger |
| --------- | -------------------------------------------- | ---------- |
| Johann I. | Gräfin von Blois Grafin von Dunois 1279–1292 | Hugo II.   |
| Johann I. | Gräfin von Chartres 1279–1286                | Krondomäne |

| Personendaten    | Personendaten                                                                                               |
| ---------------- | --- |
| NAME             | Johanna |
| ALTERNATIVNAMEN  | Johanna von Châtillon (vollständiger Name); Jeanne de Châtillon (französisch)                               |
| KURZBESCHREIBUNG | Gräfin der Grafschaft Blois, der Grafschaft Chartres und der Grafschaft Dunois und Herrin von Guise (Aisne) |
| GEBURTSDATUM     | 1258 |
| STERBEDATUM      | 1292 |